# Diocesi di Les Cayes
La diocesi di Les Cayes (in latino: Dioecesis Caiesensis) è una sede della Chiesa cattolica ad Haiti suffraganea dell'arcidiocesi di Port-au-Prince. Nel 2021 contava 445 716 battezzati su 742 861 abitanti. È retta dal vescovo cardinale Chibly Langlois.

## Territorio
La diocesi comprende la città di Les Cayes, dove si trova la cattedrale di Nostra Signora dell'Assunzione.
Il territorio è suddiviso in 68 parrocchie.

## Storia
La diocesi è stata eretta il 3 ottobre 1861 con la bolla Christianae religionis di papa Pio IX, ricavandone il territorio dall'arcidiocesi di Santo Domingo.
Il 20 aprile 1972 ha ceduto una porzione del suo territorio a vantaggio dell'erezione della diocesi di Jérémie.
Il 13 luglio 2008 ha ceduto un'altra porzione di territorio a vantaggio dell'erezione della diocesi di Anse-à-Veau-Miragoâne.

## Cronotassi dei vescovi
Si omettono i periodi di sede vacante non superiori ai 2 anni o non storicamente accertati.
- Martial-Guillaume-Marie Testard du Cosquer † (1º ottobre 1863 - 27 luglio 1869 deceduto) (amministratore apostolico)
- Alexis-Jean-Marie Guilloux (Guillons) † (27 giugno 1870 - 24 ottobre 1885 deceduto) (amministratore apostolico)
- Constant-Mathurin Hillion † (10 giugno 1886 - 21 febbraio 1890 deceduto) (amministratore apostolico)

- Jean-Marie-Alexandre Morice † (4 maggio 1893 - 22 giugno 1914 dimesso[1])
- Ignace-Marie Le Ruzic † (12 gennaio 1916 - 1º agosto 1919 dimesso[2])
- Jules-Victor-Marie Pichon † (24 aprile 1919 - 1º settembre 1941 dimesso[3])
- François-Joseph Person † (9 settembre 1941 succeduto - 24 settembre 1941 deceduto)
- Jean Louis Collignan, O.M.I. † (30 settembre 1942  - 27 luglio 1966 deceduto)
- Jean-Jacques Claudius Angénor † (20 agosto 1966 - 9 aprile 1988 dimesso)
- Jean Alix Verrier † (9 aprile 1988 succeduto - 9 marzo 2009 ritirato)
- Guire Poulard † (9 marzo 2009 - 12 gennaio 2011 nominato arcivescovo di Port-au-Prince)
- Chibly Langlois, dal 15 agosto 2011

## Statistiche
La diocesi nel 2021 su una popolazione di 742.861 persone contava 445.716 battezzati, corrispondenti al 60,0% del totale.
| anno | popolazione | popolazione | popolazione | presbiteri | presbiteri | presbiteri | presbiteri                | diaconi | religiosi | religiosi | parrocchie |
| anno | battezzati  | totale      | %           | numero     | secolari   | regolari   | battezzati per presbitero | diaconi | uomini    | donne     | parrocchie |
| ---- | ----------- | ----------- | ----------- | ---------- | ---------- | ---------- | ------------------------- | ------- | --------- | --------- | ---------- |
| 1949 | 750.000     | 775.000     | 96,8        | 94         | 54         | 40         | 7.978                     |         | 44        | 112       | 35         |
| 1966 | 906.000     | 930.000     | 97,4        | 121        | 78         | 43         | 7.487                     |         | 32        | 167       | 52         |
| 1970 | 910.000     | 1.050.000   | 86,7        | 103        | 56         | 47         | 8.834                     |         | 47        | 138       | 53         |
| 1976 | 700.000     | 800.000     | 87,5        | 75         | 40         | 35         | 9.333                     |         | 60        | 132       | 38         |
| 1980 | 764.000     | 1.063.000   | 71,9        | 69         | 31         | 38         | 11.072                    |         | 63        | 139       | 38         |
| 1990 | 1.014.000   | 1.455.500   | 69,7        | 87         | 41         | 46         | 11.655                    |         | 69        | 145       | 39         |
| 1997 | 1.000.000   | 1.500.000   | 66,7        | 68         | 45         | 23         | 14.705                    |         | 49        | 145       | 43         |
| 2000 | 1.000.000   | 1.500.000   | 66,7        | 70         | 47         | 23         | 14.285                    |         | 49        | 145       | 43         |
| 2001 | 933.000     | 1.400.000   | 66,6        | 83         | 55         | 28         | 11.240                    |         | 55        | 136       | 43         |
| 2013 | 577.000     | 870.000     | 66,3        | 116        | 77         | 39         | 4.974                     | 1       | 72        | 117       | 56         |
| 2016 | 472.000     | 712.200     | 66,3        | 113        | 74         | 39         | 4.176                     | 1       | 62        | 97        | 56         |
| 2019 | 433.960     | 723.205     | 60,0        | 132        | 81         | 51         | 3.287                     | 1       | 72        | 111       | 64         |
| 2021 | 445.716     | 742.861     | 60,0        | 145        | 87         | 58         | 3.073                     | 1       | 84        | 114       | 68         |